# Фильтрация украинцев во время российского вторжения на Украину

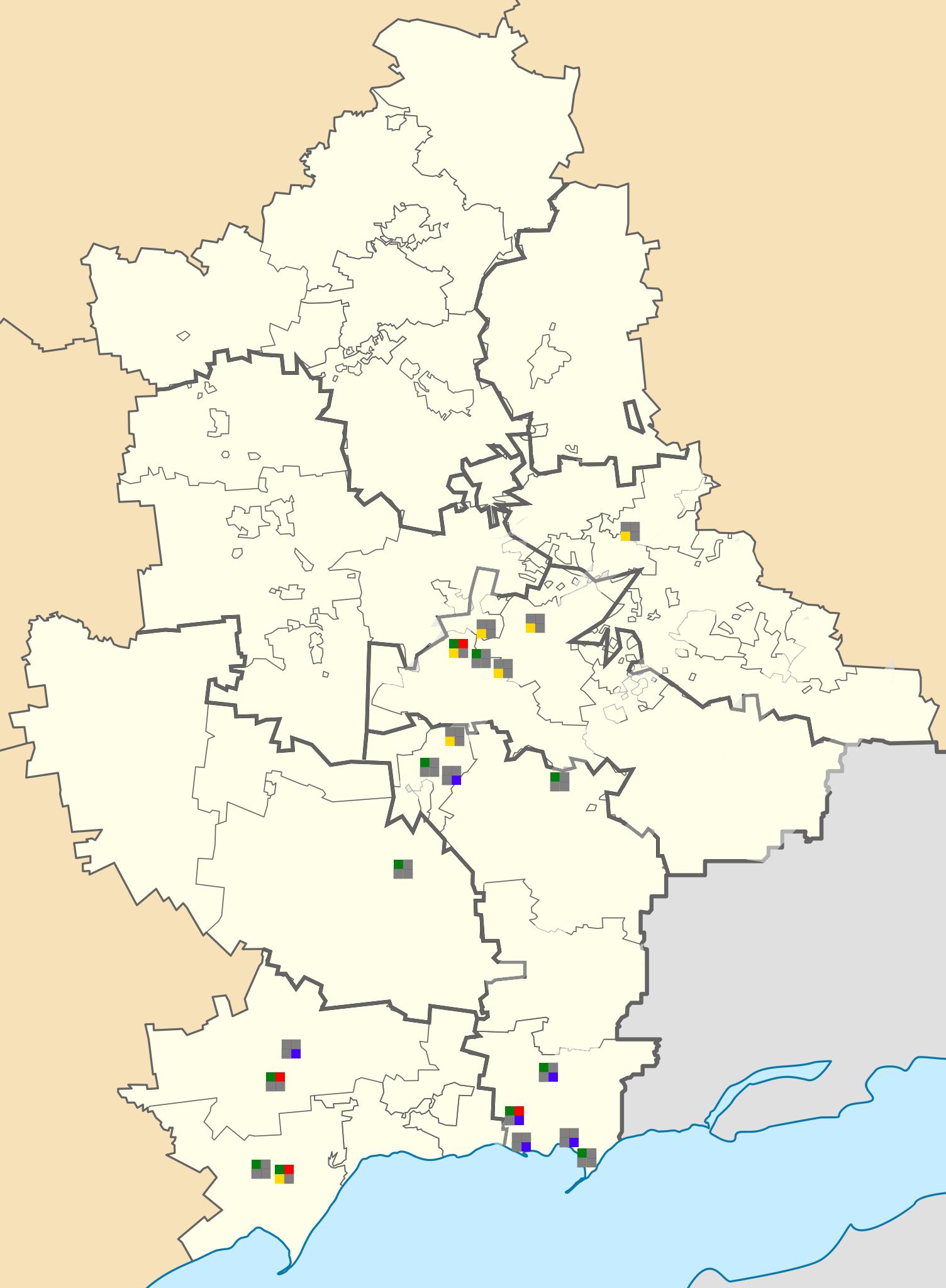
Карта 20 российских фильтрационных лагерей на территории Донецкой области Украины, по данным исследователей из Йельского университета. Цветовое кодирование типа лагерей:
для регистрации
для вторичного опрашивания
для заключения
для содержания

Фильтрация украинцев во время российского вторжения на Украину — практика принудительной проверки украинских гражданских лиц на оккупированных территориях Украины, а также украинских беженцев, перемещённых на территорию России или въезжающих на её территорию из-за границы, с целью отделить поддерживающих Украину от тех, кто готов принять власть РФ. В ходе фильтрации власти РФ выявляли украинцев, работавших в органах государственной власти, в местном самоуправлении, участвовавших в митингах, помогавших армии Украины, служивших в правоохранительных органах, участвовавших в боевых действиях, родственников военнослужащих, журналистов, преподавателей, ученых, политиков, или посещавших украинские вебсайты или смотревших украинские видео. После начала полномасштабного вторжения в феврале 2022 года фильтрация преимущественно проводилась в ходе насильственной эвакуации украинского населения с территорий, где велись боевые действия, на территорию России. Позже её стали применять к украинцам, въезжающим в Россию из-за рубежа, включая тех, кто приезжал для встречи с родственниками на оккупированных территориях. Людей, ожидающих фильтрации, размешали в так называемых «фильрационных лагерях» в ненадлежащих условиях — в шатрах, палатках, полицейских участках, следственных изоляторах, школах, спортивных залах, на рынках и в других общественных зданиях.
Фильтрация включает проверку документов, личных данных и содержимого электронных устройств, тщательный досмотр и допросы. Фильтрация использовалась для выявления людей, связанных с Вооружёнными силами Украины и подозреваемых в противодействии оккупационным властям. Известно, что тех, кто не проходил фильтрацию, отправляли в колонии в Оленовке и Донецке и донецкую тюрьму «Изоляция», известную жестоким обращением с заключёнными. Украинцам, въезжающим в Россию из-за границы, может быть запрещён въезд в страну, в некоторых случаях — пожизненно.
Международные правозащитные организации отмечали, что фильтрация сопровождается нарушениями прав человека, незаконными задержаниями, насилием и угрозами в отношении гражданских, особенно тех, кого подозревают в поддержке украинских властей или вооружённых сил.

## Цели
Официально заявленной целью фильтрации является выявление и проверка граждан, представляющих угрозу «национальной безопасности» и имеющих связи с вооружёнными силами Украины. По данным Управления Верховного комиссара ООН по правам человека, основная цель фильтрации — выявление нынешних или бывших сотрудников украинских правоохранительных органов, государственных служащих и военнослужащих. Также преследованию подвергаются мирные жители с проукраинскими взглядами.
Практика фильтрации украинцев схожа с опытом прошлых войн с участием СССР и России. Первые фильтрационные лагеря НКВД были созданы в 1941 году для проверки солдат, вернувшихся из плена или с ранее оккупированных нацистской Германией территорий. Во время первой и второй чеченских войн в регионе действовали фильтрационные лагеря для массового интернирования и выявления лиц, причастных к вооружённым формированиям. Правозащитные организации зафиксировали многочисленные нарушения прав человека: людей пытали, брали в заложники и казнили без суда. Через чеченские фильтрационные лагеря могли пройти 200 тысяч человек.

## Направления

### При выезде с оккупированных территорий
На лавке у входа стояло две коробки с паспортами. Военные доставали случайный паспорт и тихо говорили фамилию, которую передавали внутрь. Каждый боялся пропустить свою. Когда фамилия доходила до адресата, она могла превратиться из «Ковальчук» в «Петрайчук», человек пропускал свою очередь и мог ожидать еще неограниченное количество времени. То же происходило с теми, кто задремал. Если три раза фамилию назвали и никто не отозвался, просто брали следующий паспорт. И так стояли до ночи. Вокруг забор, на земле щебенка. Половина людей в футболках, а на улице холодно — около тринадцати градусов.
В ходе полномасштабного вторжения в Украину российские власти использовали фильтрацию для выявления нежелательных лиц среди мирных украинцев. Фильтрация проводилась как среди оставшихся на оккупированных территориях, так и среди украинских беженцев, прибывающих в Россию по гуманитарным коридорам. Списки для фильтрации, включающие политических деятелей, активистов, сотрудников СБУ и ВСУ, были составлены российскими властями ещё за несколько недель до вторжения.
Большинство попавших под фильтрацию украинских беженцев были жителями оккупированных территорий, включая ДНР, ЛНР, Мариуполь и окрестности Харькова. По данным украинской стороны, более 80 % оставшихся в живых жителей Мариуполя покинули город. По словам министра обороны России Сергея Шойгу, из города были эвакуированы 142 тысячи человек. Часть жителей была вынуждена бежать от бомбёжек через территорию ДНР или Крыма.
Процесс фильтрации тесно связан с насильственным перемещением украинцев. Зачастую люди въезжали на территорию России не по своей воле, а потому, что выезд на подконтрольные Киеву территории был невозможен. Так, гражданские не могли воспользоваться немногочисленными маршрутами выхода из Мариуполя из-за непрекращающихся обстрелов. Первые сообщения о существовании фильтрационных лагерей в Украине появились в середине марта 2022 года. 18 марта журналист Дмитрий Гордон записал видеообращение к украинцам на оккупированных или заблокированных российскими войсками территориях с призывом избегать российских гуманитарных коридоров, чтобы не попасть в фильтрационные лагеря.
Через фильтрацию прошли украинцы, вывезенные из Херсона и Новой Каховки после начала контрнаступлением украинской армии в 2022 году. Более 14 тысяч жителей Херсонской области после объявления эвакуации перебрались в Краснодарский край. По словам главы оккупационной администрации Херсонской области Владимира Сальдо, к декабрю 2022 года из Херсона выехали более 115 тысяч человек. В дальнейшем российские власти также проводили фильтрацию среди эвакуированных с затопленных территорий после подрыва Каховской ГЭС, не имеющих российских паспортов.
По сообщениям украинской стороны, фильтрация проводилась и среди жителей оккупированных территорий, которые не выезжали в Россию. В Мариуполе фильтрация применялась к мирному населению для получения разрешения на свободное передвижение по городу.

### При въезде в Россию из-за границы
Российские власти также проводят фильтрацию украинцев, которые въезжают в Россию через другие границы, а также выезжают из страны. Это граждане Украины, выехавшие в страны Европы после начала вторжения, посещающие своих родных и близких или решающие вопросы с имуществом или документами; или украинцы, постоянно проживающие в России, но не имеющие российского гражданства.
До октября 2023 года украинцы могли пересекать российскую границу наземным путём через пункт пропуска «Лудонка — Виентули» на латвийско-российской границе или через аэропорт Шереметьево в Москве. Однако после закрытия латвийскими властями перехода «Лудонка — Виентули» фильтрация для въезжающих из-за границы украинцев осуществляется исключительно в аэропорту Шереметьево. Процедура может занимать более суток, и люди проводят длительное время в зонах ожидания аэропорта в очереди на допрос.

## Процесс

### Размещение в фильтрационных лагерях
Исправительная колония в Еленовке до нас была законсервирована. Ее открыли специально для того, чтобы организовать «фильтрационный лагерь». В первое время заключенных было немного. А потом начали приходить большие этапы с комбината имени Ильича, затем с „Азовстали“ [мариупольских заводов, где укрывались украинские солдаты]. Одновременно на территории колонии находилось около трех тысяч человек.[...]
Нам доводилось видеть, что эти люди делают с пленными. К сожалению, я не могу рассказать подробности, потому что волнуюсь за безопасность тех людей, которые остались в колонии. Но это были пытки, более тяжёлые, чем те, что применяли к нам. [...]
Евсюков Сергей Владимирович, по моему личному мнению, один из страшнейших палачей, который управляет всем этим лагерем, который неоднократно говорил нам, что мы останемся там как минимум на 10 лет, что нашим детям, нашим семьям скажут, что мы полетели в космос или что мы военные летчики, которые погибли.
Российская сторона проводила фильтрацию в аналогах пограничных пунктов — специально отведённых помещениях для допросов. Из-за большого наплыва людей в первые месяцы вторжения многих украинцев размещали на длительный время в так называемых «фильтрационных лагерях», где они ожидали своей очереди на допрос. В июле 2022 года ОБСЕ сообщала, что гражданских лиц могли удерживать в фильтрационных лагерях до 30 дней, а наиболее «неблагонадёжных» (например, бывших военных и сотрудников правоохранительных органов) — до двух месяцев.
Большинство фильтрационных лагерей находились на территории Донецкой и Луганской областей. Свидетели упоминали фильтрационные лагеря в населённых пунктах, как Мангуш, Степановка и Успенка. В городах Донецк, Докучаевск, Новоазовск, а также в посёлках Мангуш, Володарское, Старобешево фильтрацию проводили районные отделы МВД, а в селе Бугас — сельская администрация. Наиболее крупный лагерь располагался в селе Безыменное. Спутниковые снимки, проанализированные Maxar Technologies в марте 2022 года, показали палаточные городки в районе Безыменного, рассчитанные на размещение до 5000 человек. Основной целью фильтрации заявлялось предотвращение пронокновения на территорию ДНР лиц, связанных с украинскими силовыми структурами, а также участников «националистических батальонов» и «диверсионно-разведывательных групп». Также, фильтрационные пункты действовали в Никольском, Еленовке, Волновахе, Степановке, Амвросиевке, Бугасе, Изюме и Виноградово.
Количество фильтрационных пунктов остаётся неизвестным. Организация Human Rights Watch задокументировала существование 14 фильтрационных пунктов на территориях Украины, оккупированных Россией. По данным правительства США, Россия создала не менее 18 объектов для задержания и принудительной депортации украинских гражданских лиц в Россию. Согласно докладу Национального совета по разведке США от 15 июня 2022 года, Россия активно расширяла сеть фильтрационных центров, что, вероятно, связано с ростом украинского сопротивления на оккупированных территориях. В некоторых СМИ сообщалось о создании фильтрационных лагерей рядом с границей с Эстонией, но подтверждений этому не было найдено.
В августе 2022 года Йельская лаборатория гуманитарных исследований опубликовала отчёт, в котором утверждалось, что в Донецкой области действует 21 фильтрационный лагерь. Эти лагеря выполняли четыре основные функции: регистрацию, содержание, вторичный допрос и задержание. По состоянию на 2023 год, в Донецкой области действовали по меньшей мере 24 фильтрационных объекта, рассчитанные на размещение около тысячи человек. При этом некоторые объекты, использовавшиеся для фильтрации жителей Мариуполя, были расформированы. По данным Associated Press, к 2026 году российское правительство планирует создать 25 новых колоний и 6 центров содержания под стражей на оккупированной территории Украины.
В ноябре 2024 года Беларусский расследовательский центр, «Схемы» и Радио «Свобода» выпустили совместное расследование о существовавшем в 2022 году фильтрационном лагере для украинцев в белорусской Наровле (Гомельская область).

### Условия
Палатка, в которой их держали, не защищала от морозного ветра, была переполнена людьми, а воздух наполняла вонь разлагающейся плоти. Мама выглянула из палатки и увидела, как солдат бросил на землю деревянный ящик. В нем были отрезанные конечности людей. Когда семья прибыла в Таганрог, их опросили российские чиновники. Услышав вопрос о том, почему они покинули родной город, женщина не удержалась: «Мы не покидали его, нас депортировали. Нас погрузили в вагоны военные и увезли в неизвестном направлении». Десятки мариупольцев бесплатно повезли по двум направлениям: Волгоград, в 600 км к востоку, или в Пензу, которая в два раза дальше. На вопрос, куда они едут, беженцы слышали: «Вы едете туда, куда вам скажут».
Фильтрационные лагеря могли располагаться в самых разных местах: от шатров и палаток до полицейских участков, блокпостов, колоний, следственных изоляторов, школ, спортивных залов, рынков и других общественных зданий. Согласно исследованию Харьковской правозащитной группы, российские фильтрационные пункты можно условно разделить на официальные и неофициальные. Официальные объекты включают тюрьмы, школы и административные здания — места, которые хотя бы частично приспособлены для содержания людей. Неофициальные объекты представляют собой подвалы, гаражи и сараи, которые не пригодны для проживания: в них отсутствуют свет, вода, отопление и туалеты.
Свидетели, прошедшие через фильтрационные лагеря, сообщают о крайне неподобающих условиях содержания людей, где отсутствуют базовые удобства и гуманное отношение к людям. Правозащитник Павел Лисянский также заявлял, что фильтрационные лагеря в ДНР и ЛНР известны своей жестокостью по отношению к заключённым.
Фильтрация в аэропорту Шереметьево также сопровождалась большими очередями и длительным ожиданием. Для размещения украинцев предоставлялись надувные матрасы и лёгкие пледы, однако их часто не хватало, и люди были вынуждены спать на полу. Ожидающие фильтрацию могли приобрести еду только в автоматах, которые принимали только российские банковские карты и купюры номиналом до ста рублей.

### Допрос
Большая часть информации о процедуре фильтрации поступает от украинских беженцев, которые были вынуждены выехать в Россию, остались там или покинули страну. Многие свидетели отказываются говорить публично, опасаясь за безопасность своих родственников и друзей.
Почти все очевидцы сообщают о допросах, проводимых российскими военными. У людей спрашивали о связях с ВСУ и СБУ, об их отношении к России, а также об их личном прошлом, семейных связях и политических взглядах. После допросов следовал обыск личных вещей, проверка техники и переписок на мобильных устройствах. Всех, проходящих фильтрацию, фотографировали, брали отпечатки пальцев и копировали паспортные данные. Некоторых раздевали догола, а людей с татуировками или следами от ранений допрашивали особенно тщательно.

## Результат фильтрации

### Успешное прохождение
При успешном прохождении фильтрации люди получали документальное подтверждение, которое позволяло им переехать в Россию и свободно передвигаться по территориям ДНР и ЛНР. На одной стороне документа указывались фамилия, имя, отчество, дата рождения и порядковый номер. На другой стороне ставилась отметка «Дактилоскопирован», указывалась дата процедуры и подпись сотрудника. Некоторым прошедшим фильтрацию также предлагали единовременную выплату в размере 10 тыс. рублей. Некоторые свидетели сообщали, что их просили подписать документы, осуждающие действия украинского правительства и военных.
Точно неизвестно, сколько украинцев прошло фильтрацию и оказалось на территории России. По данным ООН на август 2024 года, после начала полномасштабных боевых действий в Россию въехало около 1 968 127 украинцев. Российская сторона значительно завышает эту цифру, утверждая, что количество украинских беженцев составляет почти 5 миллионов. Как минимум 19,5 тысячи из них — это дети, незаконно вывезенные на территорию России.
Часть прошедших фильтрацию остаётся в стране, другие боятся возвращаться на Украину, опасаясь преследования за выезд на территорию врага. Этот страх поощряется российскими властями. По словам Ирины Верещук, многие прошедшие фильтрационные лагеря впоследствии уехали в Эстонию, Латвию, Германию, Польшу, Грузию. Около 16 тысяч человек вернулись обратно на Украину.
В России украинские беженцы могли разместиться в пунктах временного размещения (ПВР) или найти жильё самостоятельно. Многие столкнулись с трудностями: отсутствием обещанных выплат, нехваткой средств, чрезмерной бюрократией, грубым обращением, незаконными задержаниями и невозможностью связаться с родными. Спустя два года после приезда в Россию некоторые стали бездомными или продолжают жить в ПВР. Многие эвакуированные украинцы уезжают из России при поддержке российских волонтёров и общественных организаций, однако российские власти нередко преследуют тех, кто занимается помощью украинским беженцам.

### Депортация
Украинцам, въезжающим в Россию из-за границы, могут отказать во въезде. Причины оказа могут быть любыми, вплоть до украинской песни в плейлисте или просмотра оппозиционных видео на YouTube. Срок запрета на въезд составляет пять лет, однако для тех, у кого обнаружили контакты с ВСУ, он может быть пожизненным.
Проходящие фильтрацию также заполняли анкеты, в которых указывали личные данные, информацию о родственниках в России и выражали отношение к российской войне в Украине. По свидетельствам некоторых очевидцев, негативное отношение к войне само по себе не является причиной для отказа: многих украинцев пропускали, несмотря на заявленное несогласие с действиями России.

### Задержание
Абсолютно каждый этап, каждая группа мужчин подвергалась избиениям. Это превращалось в какофонию бесконечного звонка, лая собак, криков конвоиров, мольбы о помощи, криков избиваемых, мольбы о воде. Стучали, колотили в камеру, кричали «Дайте воды», на что матом получали ответы. Иногда выводили по несколько человек, избивали и закидывали обратно для того, чтобы всем другим неповадно было возмущаться
При въезде в Россию с оккупированных территорий российские власти отсеивали участников войны на востоке Украины, общественных активистов, представителей государственных органов и местного самоуправления, а также людей с определёнными татуировками, например, изображающими украинский герб. Информация о судьбе людей, признанных неблагонадёжными, ограничена. По данным украинских официальных источников, не прошедших фильтрацию задерживали на 36 дней на территории ДНР для допросов, после чего их либо отпускали, либо судили. Задержанных во время фильтрации могли поместить в незаконные тюрьмы и подвергнуть пыткам, чтобы добиться признаний в сотрудничестве с украинскими властями.
Возбуждение дел против украинских граждан находится в ведении ФСБ. По данным «Медузы», отдел контрразведки ФСБ активно стремился вербовать украинцев в фильтрационных лагерях и тюрьмах на ранних этапах войны. В отчёте ООН по правам человека за период с февраля 2022 по конец мая 2023 года задокументировано 864 случая произвольных задержаний, 77 казней гражданских лиц и один случай смерти в результате пыток. Многие из задержанных были схвачены во время фильтрации на оккупированных территориях.
Управление Верховного комиссара ООН по правам человека (УВКПЧ) в 2022 году получало сообщения, что отсеянных в процессе фильтрации отправляли в колонии в Оленовке и Донецке, в том числе в следственный изолятор «Изоляция», известный своими жестокими условиями содержания заключённых. По состоянию на май 2022 года, в этих местах находилось около 3-4 тысяч человек, не прошедших фильтрацию. В ночь на 29 июля 2022 года в одном из корпусов колонии в Оленовке произошёл взрыв, в результате которого погибло 53 человека, включая украинских военнопленных. На сентябрь 2022 года в Оленовке содержалось несколько тысяч человек — от гражданских волонтёров до украинских военных.
Многие задержанные в ходе фильтрации не получали официальных обвинений, а будучи гражданскими лицами, не включались в списки военнопленных, подлежащих обмену. Из-за неясного документального статуса родственникам задержанных требовались месяцы, чтобы установить их местонахождение. По оценкам правозащитной организации «Агора», число людей, взятых в заложники, могло достигать нескольких тысяч, и местонахождение большинства из них на конец 2022 года оставалось неизвестным. Захват гражданских лиц в плен является военным преступлением.

## Нарушения прав человека

### Неприкосновенность личной жизни
В ходе фильтрации российские власти массово собирают персональные данные людей, не являющихся гражданами РФ, что является нарушением права на неприкосновенность частной жизни. Лица, прошедшие эту процедуру, могут впоследствии столкнуться с преследованиями и другими нарушениями их прав.

### Жестокое обращение
Прошедшие фильтрацию люди сообщают о многочисленных случаях жестокого обращения и угроз со стороны российских военных. Согласно докладу ОБСЕ, людей часто подвергали жёстким допросам и унизительным личным обыскам. Эти действия нарушают Международное партнёрство по правам человека и могут быть квалифицированы как преступления против человечности.
Согласно данным Управления Верховного комиссара ООН по правам человека (УВКПЧ), прошедшие фильтрацию свидетельствуют о словесных угрозах, унижениях и избиениях, а в некоторых случаях — сексуальном насилии. УВКПЧ также получило достоверные сообщения, что некоторых детей разлучали с родителями во время и после процесса фильтрации, если сопровождающий взрослый не проходил этот этап. Ожидающие фильтрации часто ночевали в транспорте или необорудованных помещениях, зачастую без доступа к пище, воде и санитарии.
Журналисты The New York Times взяли интервью у некоторых людей, сумевших бежать в Эстонию. По их словам, их принуждали принять российское гражданство.
Мариупольский городской совет утверждал, что отказ России согласовать эвакуационные коридоры и создание «фильтрационных центров» были частью более широких усилий по сокрытию возможных военных преступлений, совершённых в городе. В заявлении говорилось: «Всех потенциальных свидетелей зверств оккупантов через фильтрационные лагеря оккупанты стараются выявить и уничтожить». Однако CNN не смогло найти подтверждений этому утверждению.
В сёлах Безыменное и Казацкое на территории ДНР около 200 человек фактически оказались интернированы после прохождения фильтрации и получения справок о её успешном завершении. В течение более 40 дней власти ДНР отказывались возвращать им паспорта и не позволяли покинуть село. Люди были вынуждены ютиться в здании местной школы или дома культуры в условиях антисанитарии, питаясь скудными пайками.

### Насильственная депортация

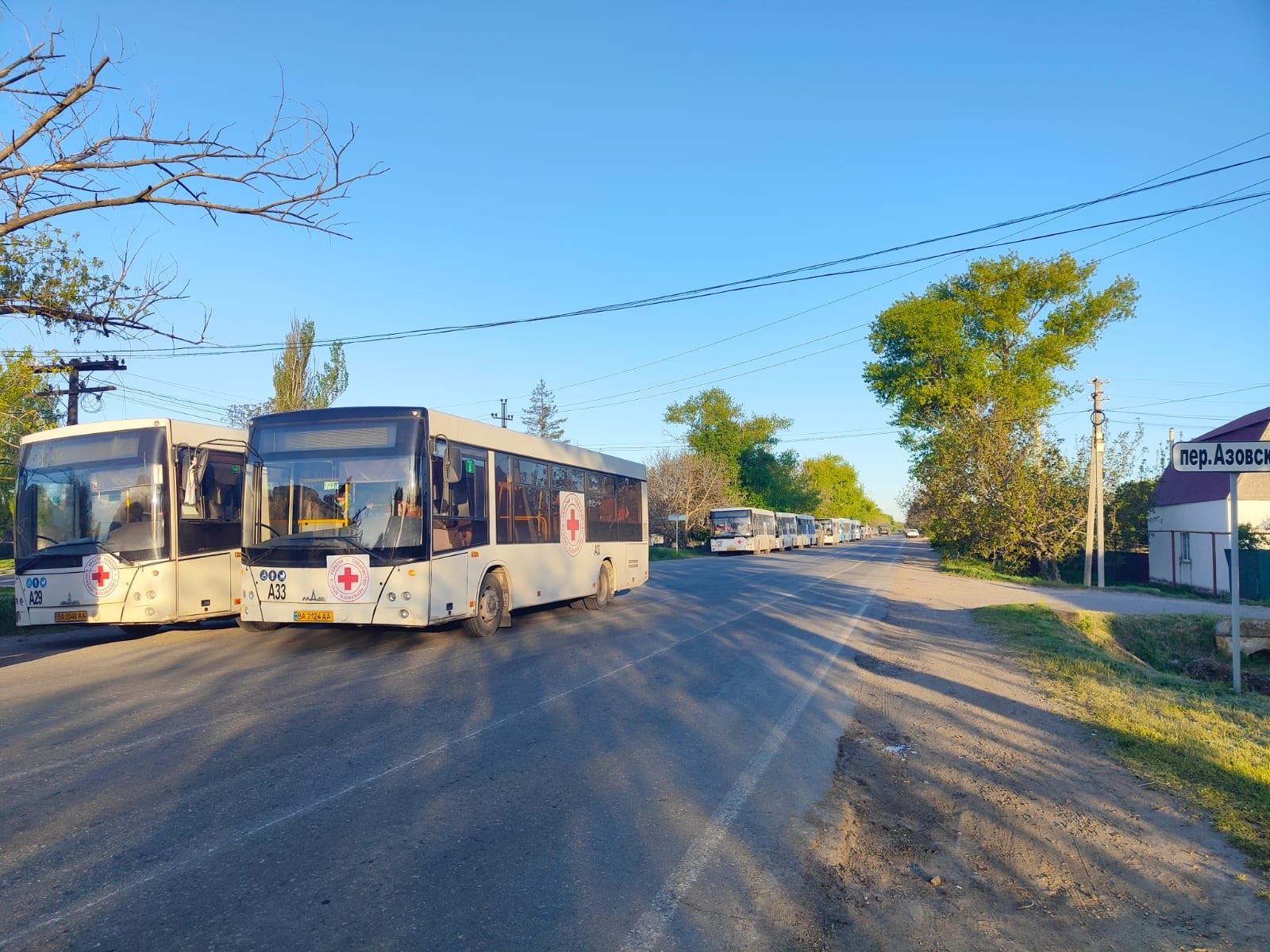
Автобусы в пункте отправления колонны в Безыменном, организованные МККК для эвакуации с «Азовстали» в Запорожье. 8 мая 2022 г.

Фильтрация тесно связана с насильственной депортацией жителей Украины с оккупированных РФ территорий. Amnesty International квалифицирует насильственную депортацию и фильтрацию как военные преступления и преступления против человечности. Украина и ряд европейских стран, таких как Литва, считают депортацию украинцев в Россию принудительной, а оказавшихся в России украинцев — «заложниками». Принудительная депортация рассматривается как нарушение Протокола № 4 «Свобода передвижения, высылка и лишение свободы за долги» к Европейской конвенции о защите прав человека и основных свобод. В июне 2022 года Украина подала иск против России в Европейский суд по правам человека, обвинив её в нарушении ряда прав, включая право на свободу передвижения.
Россия признает, что вывезла взрослых и несовершеннолетних украинцев, заявляя, что это происходило «добровольно» и по «гуманитарным» причинам. По данным ОБСЕ, на июль 2022 года десятки тысяч украинцев были задержаны или прошли фильтрацию. Руководительница Центра общественных свобод на Украине Олександра Матвийчук считает, что мотивы российских властей при депортации украинцев остаются не до конца ясными. Одна из возможных причин массового перемещения — использование беженцев в целях пропаганды, которая должна убедить российских граждан в необходимости войны на Украине. Депортация с оккупированных территорий также может освобождать место для лояльных власти граждан, как это было в Крыму. Кроме того, русскоговорящих украинцев могут заселить в изолированные российские регионы с депрессивной экономикой.
Существуют отдельные свидетельства о конфискации украинских паспортов российскими властями в обмен на предложение статуса беженцев в России. Многие украинцы остаются в подвешенном состоянии без каких-либо документов, и, по данным уполномоченной по правам человека в России Татьяны Москальковой, на июль 2022 года только 55 502 человека получили временное убежище. Также существуют свидетельства о взятках за прохождение «фильтрации». В первом квартале 2022 года гражданство РФ получили 55 336 украинцев, что составило 39 % от общего числа принятых в гражданство иностранцев. Однако в первом квартале 2023 года гражданство РФ было предоставлено только 22 039 украинцам. В статистике МВД за период с января по декабрь 2022 года жители ДНР и ЛНР учитываются отдельно: в течение этого года гражданство РФ получили 4891 житель ДНР и 1991 житель ЛНР.
Зафиксированы случаи разлучения детей с родителями, не прошедшими фильтрацию. Детей затем вывозили на территорию России и размещали в детских лагерях и санаториях, где под видом интеграционных программ проводилась их насильственная русификация. Дети активно передавались в приёмные семьи и усыновлялись, для чего им ускоренно предоставляли российское гражданство. После этого такие дети могли быть переданы на усыновление.

## Реакция

### Международное сообщество
В мае 2023 года, во время выступления в ОБСЕ, посол США в ОБСЕ Майкл Карпентер заявил, что Москва отправила «по меньшей мере несколько тысяч» украинцев в так называемые «фильтрационные лагеря» и переместила «ещё по меньшей мере десятки тысяч» в Россию или на подконтрольные ей территории. В июле 2022 года США официально призвали российское руководство немедленно прекратить систематическую «фильтрацию» и насильственную депортацию миллионов украинцев на оккупированных территориях, а также допустить сторонних наблюдателей в фильтрационные пункты. Глава комиссии США при ОБСЕ назвала фильтрацию «сталинским процессом», добавив, что это «ещё один пример из долгой истории России, когда массовая депортация и депопуляция использовались для подчинения и контроля над людьми». Международная федерация за права человека (FIDH) призвала международные организации обеспечить оперативный мониторинг ситуации на Украине, что крайне важно для организации гуманитарных коридоров и защиты насильственно перемещённых в Россию.
В сентябре 2022 года Европейский парламент отметил, что Россия «стремится изменить демографический состав Украины», и призвал Еврокомиссию и страны ЕС содействовать созданию специального трибунала по делу о преступлениях России в отношении граждан Украины.
В сентябре 2022 года Организация Объединённых Наций подтвердила, что российские военнослужащие подвергали украинских гражданских лиц процессу «фильтрации» — практике, глубоко унижающей человеческое достоинство и нарушающее права. Мари Стразерс, директор Amnesty International по Восточной Европе и Центральной Азии, заявила: «Оскорбительный и унизительный процесс, известный как „фильтрация“, представляет собой шокирующее нарушение международных прав человека и гуманитарного права».

### Российская сторона
О существовании фильтрационных лагерей с самого начала полномасштабного вторжения стали писать ведущие мировые СМИ, включая The New York Times, Washington Post, The Guardian и Fortune. Изначально российская сторона назвала эти новости «фейками» и опровергала любые заявления о существовании фильтрационных лагерей. Однако впоследствии представители России перестали отрицать, что жителей захваченных территорий подвергают проверкам. Согласно замглавы МВД России Игорю Зубову, «фильтрация» проводится на границе при въезде в Россию и необходима для предотвращения «проникновения экстремистов и других преступников». Одновременно с этим Дмитрий Песков опроверг обвинения в принудительной депортации, заявив, что «такие сообщения являются ложью».
В июне 2022 года, в ответ на жалобы беженцев, Федеральная служба безопасности Российской Федерации заявила, что правоохранители работают с пересекающими границу России гражданами Украины «столько, сколько необходимо». Также представитель ФСБ Михаил Шелудяев заявил, что при досмотрах граждан Украины, которые проходят через проверки в фильтрационных пунктах, «злоупотреблений нет».

## Санкции
В 2023 году США ввели санкции против граждан РФ, непосредственно вовлечённых в российские операции по фильтрации, в ходе которых гражданское население Украины подвергалось допросам, обыскам, а также фиксировались данные о депортациях, исчезновениях и пытках в связи с фильтрацией. Под санкции попали сотрудники Администрации Президента РФ Олег Юрьевич Нестеров и Евгений Радионович Ким, которые принимали непосредственное участие в планировании и организации фильтрационных пунктов на оккупированных территориях Украины. Нестеров и Ким курировали фильтрацию чиновников городской администрации и других гражданских лиц из Мариуполя. Кроме того, Нестеров координировал проведение фиктивного «референдум о присоединении», состоявшегося в Запорожской области Украины. Под санкции попала Марина Константиновна Середа, связанная с управлением фильтрационными пунктами в Донецкой области, и начальник управления по вопросам семьи и детства Краснодара Людмила Зайцева, участвовавшая в похищении и насильственном переселении детей с Украины.